# 维永-莱比松
维永-莱比松（法語：Villons-les-Buissons，法語：[vijɔ̃ le bɥisɔ̃] ⓘ）是法国卡尔瓦多斯省的一个市镇，属于卡昂区。该市镇总面积3.76平方公里，2009年时的人口为749人。
该市镇于1790-1794年间由原市镇维永（Villons）和莱比松（Les Buissons）合并而成。

## 人口
维永-莱比松人口变化图示
| 数据来源：INSEE |